# Marie de Luxembourg (1562-1623)
Pour les articles homonymes, voir Marie de Luxembourg.
Marie de Luxembourg (née le 12 février 1562 à Lamballe et décédée le 6 septembre 1623 au château d'Anet), duchesse de Penthièvre de 1569 à 1623, princesse de Martigues, est la fille de Sébastien de Luxembourg, comte puis duc de Penthièvre et de Marie de Beaucaire. Elle est un personnage important de l'histoire du duché de Bretagne : lointaine descendante de la duchesse Jeanne de Penthièvre et de son mari Charles de Blois, elle a ambitionné de rétablir la souveraineté du duché, et de monter sur le trône avec son mari, le duc de Mercœur, beau-frère du roi Henri III et gouverneur de Bretagne par la faveur de celui-ci. La victoire de Henri IV l'empêche de réaliser son projet, qui n'était pas dépourvu de réalisme tant elle était aimée des Nantais.
Par son père, elle est une descendante de 11ème génération de Henri V, comte de Luxembourg, appartenant ainsi à la branche française de la maison de Luxembourg.

## Biographie
Son père mourut quand elle avait 7 ans. Âgée de treize ans,, elle épousa à Paris le beau-frère du roi Henri III, Philippe-Emmanuel de Lorraine, duc de Mercœur dont elle n'eut qu'une fille survivante.
Quasi-ruinée par les dépenses sans nombre qui avaient permis à son mari de lever des armées tout au long des guerres de la Sainte-Ligue puis lors de la guerre contre les Ottomans en Hongrie pendant laquelle son mari perdit la vie, elle refusa d'abord les offres de réconciliation avec le "Béarnais", Henri de Navarre, et ne put revenir à Paris qu'à l'occasion des funérailles de sa belle-sœur, la reine Louise, en 1603. 
Le duc de Mercœur était mort en 1602 à Nuremberg  ; le mariage de sa fille n'eut lieu que le 7 juillet 1609, tant la duchesse-douairière de Mercœur s’y opposa longtemps : elle ne pouvait, disait-elle, se résoudre à confondre « son noble sang avec celui d’un bâtard, fût-il de sang royal », mais les sommes payées par Henri IV pour sa soumission (4 295 350 livres, évaluées par Sully) et l’absence de soutien qu'elle trouva parmi ses proches eurent sans doute raison de ses résistances.
De retour à Paris, elle multiplia les donations aux ordres religieux, fondant à Paris le couvent des Capucines dans le Faubourg Saint-Honoré suivant les dernières volontés de la reine Louise de Lorraine belle-sœur de feu son mari (les religieuses ont dû être relogées lors de la création de la place Vendôme 80 ans plus tard) ; et les couvents des Feuillants, des Capucins, et des Jacobins Réformés.

## Union et postérité
Mariée le 12 juillet 1575 à Paris, avec Philippe-Emmanuel de Lorraine, duc de Mercœur, ils eurent quatre enfants dont trois morts en bas âge : 
- François
- Louis
- Philippe
- Françoise de Lorraine mariée le 7 juillet 1609 à Fontainebleau avec César de Bourbon, duc de Vendôme et d'Etampes, fils d'Henri IV.